# Sommer-Paralympics 2016/Teilnehmer (Sierra Leone)
| stlisierte Goldmedaille | stlisierte Silbermedaille | stlisierte Bronzemedaille |
| ----------------------- | ------------------------- | ------------------------- |
| —                       | —                         | —                         |

Sierra Leone entsendete zu den Paralympischen Sommerspielen 2016 in Rio de Janeiro einen Athleten. 

## Teilnehmer nach Sportart

### Tischtennis
Männer:
- George Wyndham (Einzel TT4)